# Beatrix van Alburquerque
Beatrix van Portugal (Coimbra, 1347 — Ledesma, 5 juli 1381) was  een Portugese prinses en gravin van Alburquerque.
Beatrix of Beatrijs, in het Portugees Beatriz, was de dochter van kroonprins Peter I van Portugal en diens minnares Inês de Castro.
Haar halfbroer Ferdinand werd in 1367 koning van Portugal. De troon van Portugal werd echter ook opgeëist door Peter IV van Aragón, Karel II van Navarra en door Jan van Gent, de hertog van Lancaster, en er brak een oorlog uit. Deze eindigde in 1371 maar laaide kort daarna weer op door intrigeren van de hertog van Lancaster.
Op 28 maart 1373 werd er een nieuw vredesverdrag gesloten dat bezegeld werd door het huwelijk van Beatrix met Sancho van Alburquerque, die de broer van de koning van Castilië, Henrik II was. Het huwelijk werd kort daarna in Santarém gesloten.
Volgens sommige historici(¹) was er op dat moment een tekort aan vrouwen aan het Portugese hof. Beide vrouwen van koning Peter I, Constance Manuel en Inês de Castro waren overleden. De zusters van Peter waren vertrokken; Maria was in 1328 getrouwd met Alfons XI van Castilië en woonde in Castilië, Eleonora trouwde met Peter IV van Aragón en verhuisde naar Aragón.  
En dochter Maria trouwde in 1354 met prins Ferdinand van Aragón (1329-1363). De afwezigheid koningin of andere prinsessen aan het Portugese hof zou de reden zijn dat Beatrix over een zeer omvangrijke hofhouding beschikte(¹).
Door haar huwelijk met Sancho, graaf van Albuquerque, kreeg Beatrix de titel van gravin van Albuquerque.
Haar man Sancho stierf het jaar na het huwelijk, op 19 mei 1374, bij een oproer in Burgos. Beatriz was op dat moment zwanger van haar tweede kind, Eleonora.
Sommige historici zien haar als een rechtmatig kind van Peter I omdat deze na de dood van Iñez de Castro beweerde in het geheim met deze getrouwd te zijn. Daarom zou Beatriz dan ook de rechtmatige troonopvolger voor de kroon van Portugal zijn geweest. Toen Peter I stierf  ging de troon echter naar Ferdinand I, een zoon uit het huwelijk met zijn eerste vrouw, Constance van Castilië.

## Nageslacht
Uit haar huwelijk met Sancho werden twee kinderen geboren:
- Fernando Sánchez (1373 - 1385) graaf van Alburquerque
- Eleonora Urraca (1374 - 1435), gravin van Alburquerque, getrouwd met Ferdinand I van Aragón.

Uit deze lijn kwamen vele belangrijke edelen en vorsten voort. In de eerste generatie de kinderen van Eleonora:
- Alfons V van Aragón,  koning van Aragón (1396 - 1458)
- Maria van Aragón (1396 - 1445)
- Johan II van Aragón,  koning van Aragón (1397 - 1479)
- Hendrik van Aragón, prins van Aragón, hertog van Alburquerque, graaf van Villena en Empúries (1400 - 1445)
- Eleonora van Aragón, koningin van Portugal (1402 - 1445)
- Peter van Aragón, prins van Aragón, graaf van Alburquerque en hertog van Noto (1406 - 1438)

In de tweede generatie:
- Hendrik IV van Castilië, koning van Castilië en León (1425 - 1474)
- Alfons V van Portugal, koning van Portugal (1432 – 1481)
- Ferdinand van Viseu, hertog van Viseu (1433 - 1470)
- Eleonora Helena van Portugal, koningin-gemalin van het Heilige Roomse Rijk (1436 - 1467)
- Johanna van Portugal, koningin van Castilië (1439 - 1475)

In de derde generatie:
- Maximiliaan I van Habsburg, keizer van het Heilige Roomse Rijk (1459 - 1519)
- Cunigonde van Oostenrijk, hertogin van Beieren (1465 - 1520)
- Johanna van Castilië, koningin van Portugal (1462 - 1530)

In de vierde generatie:
- Willem IV van Beieren, hertog van Beieren (1493 - 1550)
- Lodewijk X van Beieren, hertog van Beieren (1495 - 1545)

## Voorouders
| Voorouders van Beatrix van Alburquerque (1347-1381) | Voorouders van Beatrix van Alburquerque (1347-1381)                   | Voorouders van Beatrix van Alburquerque (1347-1381)                   | Voorouders van Beatrix van Alburquerque (1347-1381)                       | Voorouders van Beatrix van Alburquerque (1347-1381)                       |
| --------------------------------------------------- | --------------------------------------------------------------------- | --------------------------------------------------------------------- | ------------------------------------------------------------------------- | ------------------------------------------------------------------------- |
| Overgrootouders                                     | Dionysius van Portugal (1261-1325) ∞ Elisabeth van Aragón (1271-1336) | Sancho IV van Castilië (1258-1295) ∞ Maria van Molina (1265-1321)     | Fernando Rodríguez de Castro (-1304) ∞ Violente Sánchez van Castile (-)   | ? (-) ∞ ? (-)                                                             |
| Grootouders                                         | Alfons IV van Portugal (1291-1357) ∞ Beatrix van Castilië (1293-1359) | Alfons IV van Portugal (1291-1357) ∞ Beatrix van Castilië (1293-1359) | Pedro Fernandez de Castro (1290-1342) ∞ Aldonza Lorenzo de Valladares (-) | Pedro Fernandez de Castro (1290-1342) ∞ Aldonza Lorenzo de Valladares (-) |
| Ouders                                              | Peter I van Portugal (1320-1367) ∞ Inês de Castro (1325-1355)         | Peter I van Portugal (1320-1367) ∞ Inês de Castro (1325-1355)         | Peter I van Portugal (1320-1367) ∞ Inês de Castro (1325-1355)             | Peter I van Portugal (1320-1367) ∞ Inês de Castro (1325-1355)             |